# Canton de Brunstatt-Didenheim
Le canton de Brunstatt-Didenheim, précédemment appelé canton de Brunstatt, est une circonscription électorale française située dans le département du Haut-Rhin et la région Grand Est.

## Histoire
Un nouveau découpage territorial du Haut-Rhin entre en vigueur à l'occasion des élections départementales de 2015. Il est défini par le décret du 21 février 2014, en application des lois du 17 mai 2013 (loi organique 2013-402 et loi 2013-403). Les conseillers départementaux sont, à compter de ces élections, élus au scrutin majoritaire binominal mixte. Les électeurs de chaque canton élisent au Conseil départemental, nouvelle appellation du Conseil général, deux membres de sexe différent, qui se présentent en binôme de candidats. Les conseillers départementaux sont élus pour 6 ans au scrutin binominal majoritaire à deux tours, l'accès au second tour nécessitant 12,5 % des inscrits au 1er tour. En outre la totalité des conseillers départementaux est renouvelée. Ce nouveau mode de scrutin nécessite un redécoupage des cantons dont le nombre est divisé par deux avec arrondi à l'unité impaire supérieure si ce nombre n'est pas entier impair, assorti de conditions de seuils minimaux. Dans le Haut-Rhin, le nombre de cantons passe ainsi de 31 à 17.
Le canton de Brunstatt est formé de communes des anciens cantons de Sierentz (21 communes), de Mulhouse-Sud (5 communes) et de Habsheim (2 communes). Il est entièrement inclus dans l'arrondissement de Mulhouse. Le bureau centralisateur est situé à Brunstatt-Didenheim.

## Représentation
| Période élective | Période élective | Mandat | Mandat   | Identité         | Nuance | Nuance | Qualité |
| ---------------- | ---------------- | ------ | -------- | ---------------- | ------ | ------ | --- |
| 2015             | 2021             | 2015   | 2021     | Daniel Adrian    |        | DVD    | Gestionnaire Maire de Landser, ancien conseiller général du canton de Sierentz (2011-2015)                                                   |
| 2015             | 2021             | 2015   | 2021     | Bernadette Groff |        | UDI    | Infirmière Maire de Brunstatt puis de Brunstatt-Didenheim (jusqu'en 2018) Vice-Présidente/rapporteure de la commission Education et Jeunesse |
| 2021             | 2028             | 2021   | en cours | Daniel Adrian    |        | DVD    | Conseiller sortant |
| 2021             | 2028             | 2021   | en cours | Nicole Béha      |        | DVD    | Professeure des écoles, directrice de groupe scolaire Adjointe au maire de Brunstatt-Didenheim                                               |

Lors des élections départementales de 2015, le binôme composé de Daniel Adrian et Bernadette Groff (Union de la Droite) est élu au premier tour avec 53,35 % des suffrages exprimés, devant le binôme composé de Mildred Frey et Thierry Kern (FN) (34,09 %). Le taux de participation est de 50,05 % (15 336 votants sur 30 643 inscrits) contre 47,8 % au niveau départemental et 50,17 % au niveau national.

## Composition
Lors de sa création, le canton de Brunstatt comprenait vingt-huit communes.
À la suite de la création de la commune nouvelle de Brunstatt-Didenheim au 1er janvier 2016 par regroupement entre Brunstatt et Didenheim, le canton comporte désormais 27 communes.
| Nom                                         | Code Insee | Intercommunalité                 | Superficie (km2) | Population (dernière pop. légale) | Densité (hab./km2) | Modifier                                    |
| ------------------------------------------- | ---------- | -------------------------------- | ---------------- | --------------------------------- | ------------------ | ------------------------------------------- |
| Brunstatt-Didenheim (bureau centralisateur) | 68056      | CA Mulhouse Alsace Agglomération | 14,10            | 8 176 (2022)                      | 580                | modifier les données · modifier les données |
| Bartenheim                                  | 68021      | CA Saint-Louis Agglomération     | 12,86            | 4 135 (2022)                      | 322                | modifier les données · modifier les données |
| Brinckheim                                  | 68054      | CA Saint-Louis Agglomération     | 3,41             | 408 (2022)                        | 120                | modifier les données · modifier les données |
| Bruebach                                    | 68055      | CA Mulhouse Alsace Agglomération | 7,01             | 1 050 (2022)                      | 150                | modifier les données · modifier les données |
| Dietwiller                                  | 68072      | CA Mulhouse Alsace Agglomération | 11,06            | 1 399 (2022)                      | 126                | modifier les données · modifier les données |
| Eschentzwiller                              | 68084      | CA Mulhouse Alsace Agglomération | 3,19             | 1 510 (2022)                      | 473                | modifier les données · modifier les données |
| Flaxlanden                                  | 68093      | CA Mulhouse Alsace Agglomération | 4,33             | 1 368 (2022)                      | 316                | modifier les données · modifier les données |
| Geispitzen                                  | 68103      | CA Saint-Louis Agglomération     | 6,02             | 512 (2022)                        | 85                 | modifier les données · modifier les données |
| Helfrantzkirch                              | 68132      | CA Saint-Louis Agglomération     | 6,23             | 733 (2022)                        | 118                | modifier les données · modifier les données |
| Kappelen                                    | 68160      | CA Saint-Louis Agglomération     | 5,15             | 571 (2022)                        | 111                | modifier les données · modifier les données |
| Kembs                                       | 68163      | CA Saint-Louis Agglomération     | 16,45            | 5 694 (2022)                      | 346                | modifier les données · modifier les données |
| Kœtzingue                                   | 68170      | CA Saint-Louis Agglomération     | 5,14             | 583 (2022)                        | 113                | modifier les données · modifier les données |
| Landser                                     | 68174      | CA Saint-Louis Agglomération     | 3,04             | 1 638 (2022)                      | 539                | modifier les données · modifier les données |
| Magstatt-le-Bas                             | 68197      | CA Saint-Louis Agglomération     | 3,35             | 516 (2022)                        | 154                | modifier les données · modifier les données |
| Magstatt-le-Haut                            | 68198      | CA Saint-Louis Agglomération     | 3,91             | 307 (2022)                        | 79                 | modifier les données · modifier les données |
| Rantzwiller                                 | 68265      | CA Saint-Louis Agglomération     | 5,47             | 801 (2022)                        | 146                | modifier les données · modifier les données |
| Schlierbach                                 | 68301      | CA Saint-Louis Agglomération     | 11,80            | 1 290 (2022)                      | 109                | modifier les données · modifier les données |
| Sierentz                                    | 68309      | CA Saint-Louis Agglomération     | 13,22            | 4 296 (2022)                      | 325                | modifier les données · modifier les données |
| Steinbrunn-le-Bas                           | 68323      | CA Mulhouse Alsace Agglomération | 8,58             | 850 (2022)                        | 99                 | modifier les données · modifier les données |
| Steinbrunn-le-Haut                          | 68324      | CA Saint-Louis Agglomération     | 9,21             | 670 (2022)                        | 73                 | modifier les données · modifier les données |
| Stetten                                     | 68327      | CA Saint-Louis Agglomération     | 4,32             | 336 (2022)                        | 78                 | modifier les données · modifier les données |
| Uffheim                                     | 68341      | CA Saint-Louis Agglomération     | 4,36             | 1 091 (2022)                      | 250                | modifier les données · modifier les données |
| Wahlbach                                    | 68353      | CA Saint-Louis Agglomération     | 6,41             | 495 (2022)                        | 77                 | modifier les données · modifier les données |
| Waltenheim                                  | 68357      | CA Saint-Louis Agglomération     | 2,32             | 512 (2022)                        | 221                | modifier les données · modifier les données |
| Zaessingue                                  | 68382      | CA Saint-Louis Agglomération     | 4,99             | 380 (2022)                        | 76                 | modifier les données · modifier les données |
| Zillisheim                                  | 68384      | CA Mulhouse Alsace Agglomération | 8,22             | 2 509 (2022)                      | 305                | modifier les données · modifier les données |
| Zimmersheim                                 | 68386      | CA Mulhouse Alsace Agglomération | 3,15             | 1 069 (2022)                      | 339                | modifier les données · modifier les données |
| Canton de Brunstatt-Didenheim               | 6802       |                                  | 187,30           | 42 899 (2022)                     | 229                | modifier les données                        |

## Démographie
En 2022, le canton comptait 42 899 habitants, en évolution de +5,77 % par rapport à 2016 (Haut-Rhin : +0,66 %, France hors Mayotte : +2,11 %).
| 2013   | 2018   | 2022   |
| ------ | ------ | ------ |
| 40 029 | 41 419 | 42 899 |